# توريلي
توريلي (بالإيطالية: Torrile)‏ هي بلدية في مقاطعة بارما في إقليم إميليا رومانيا الإيطالي.

## السكان
في سنة 1861 بلغ عدد السكان 3٬327 نسمة، وتطور العدد ليصل في سنة 2011 لـ 7٬458 نسمة.
يظهر هذا المخطط البياني تطور النمو السكاني لـ توريلي